# Сагач Ігор Михайлович
Ігор Михайлович Сагач (19 травня 1956, Київ, Українська РСР, СРСР) — український дипломат. Надзвичайний та Повноважний Посол України.

## Біографія
Народився 19 травня 1956 року у Києві.
У 1978 році закінчив Київський університет, факультет міжнародних відносин і міжнародного права.
У 1978—1981 — спеціаліст апарату радника з економічних питань Посольства СРСР в Ефіопії.
У 1982—1987 — молодший науковий співробітник, старший лаборант Київського торговельно-економічного інституту.
У 1987—1993 — 3-й секретар, 2-й секретар, 1-й секретар МЗС України.
У 1993—1994 — завідувач відділу країн Північної Європи та Балтії Міністерства закордонних справ України.
З травня 1994 по липень 1997 — Тимчасовий повірений у справах України в Королівстві Швеція, радник Посольства України у Фінляндії.
У 1997—1998 — заступник начальника Управління європейської та трансатлантичної інтеграції Міністерства закордонних справ України.
У 1998—2001 — заступник голови Фонду сприяння місцевому самоврядування України з міжнародних питань.
З 2001 — начальник управління ООН та інших міжнародних організацій Міністерства закордонних справ України. Член делегації України для участі у роботі 57-ї сесії Генеральної Асамблеї ООН. Заступник члена делегації України для участі у роботі 58-ї сесії Генеральної Асамблеї ООН.
З 25 серпня 2004 по 15 січня 2008 — Надзвичайний та Повноважний Посол України в Норвегії.
З 15 січня 2008 по 12 травня 2010 — Глава Місії України при НАТО.
З 19 березня 2015
по 14 червня 2019 рр. — Надзвичайний і Повноважний Посол України в Швеції.